# 350 î.Hr.

## Nașteri
- dată necunoscută: Demetrius din Falera om de stat și filosof atenian (d. 283 î.Hr.)
- dată necunoscută: Eudem din Rhodos  (d. 290 î.Hr.)

## Decese
- dată necunoscută: Scopas  (n. 395 î.Hr.)